# Paoli (Indiana)
Paoli – miasto w Stanach Zjednoczonych, w stanie Indiana, siedziba administracyjna hrabstwa Orange.